# Radhusområdet Hersby Gärde

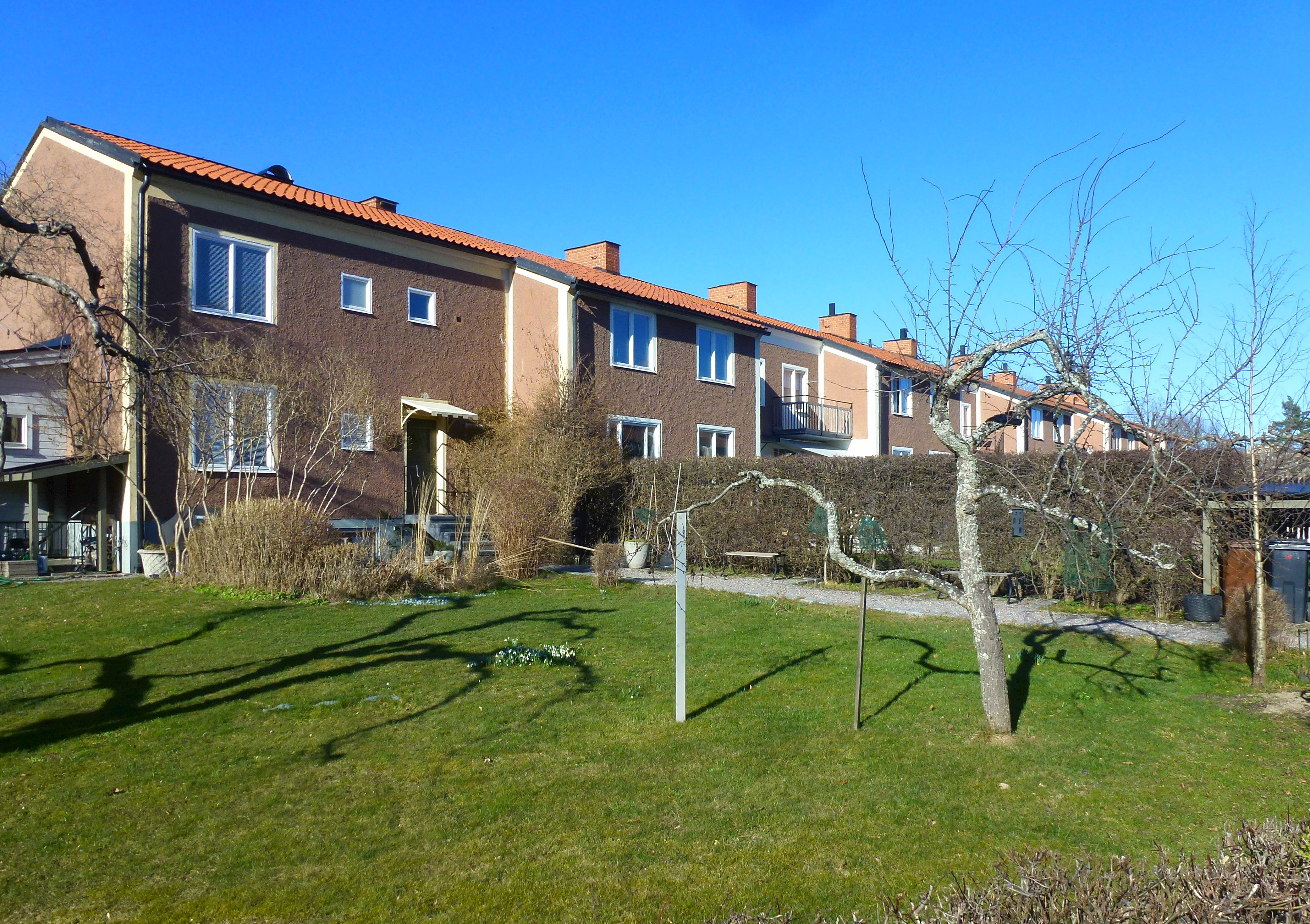
Radhusområdet Hersby Gärde, mars 2020.

Radhusområdet Hersby Gärde är en kulturhistoriskt värdefull radhusbebyggelse på ömse sidor om Kämpavägen i stadsdelen Hersby i Lidingö kommun. Radhusen uppfördes 1948–1954 efter ritningar av arkitekt Stig Ancker. Området utgör ett bra exempel för svensk folkhemsarkitektur och tillhör Lidingö stads ”kulturhistoriska miljöer” enligt kommunens översiktsplan från 27 maj 2002.

## Bakgrund

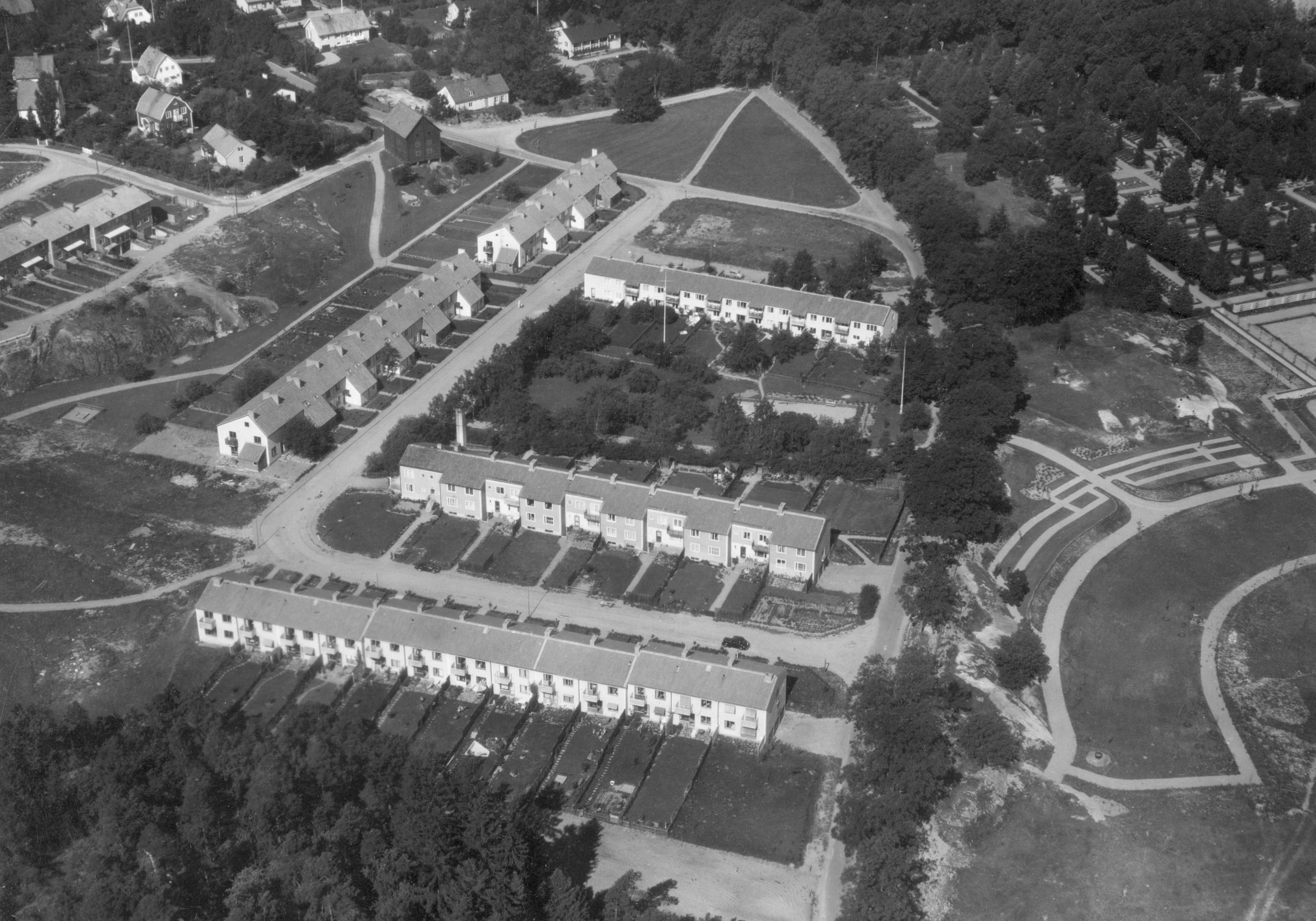
Området just färdigbyggt, cirka 1952. Till höger syns Lidingös kyrkas nya kyrkogård.

Radhusbebyggelsen kring Kämpavägen byggdes på mark som tidigare tillhört godset Hersby gård som var en av Lidingöns så kallade huvudgårdar. Delar av Hersby gårds mark kom på 1940-talet att ägas av Lidingö stad. Efter andra världskriget såldes marken för bostadsbebyggelse. På en mindre kulle direkt väster om radhusbebyggelsen reser sig fortfarande Hersby gårds gamla sädesmagasin, godsets enda bevarade ekonomibyggnad från 1800-talets början.
En stadsplan för del av Hersby och Koltorp sydost om Hersby gård upprättades 1948 (reviderat 1953) av stadsplanearkitekt Einar Rudskog vid Lidingö stadsplanekontor. Där föreslogs radhusbebyggelse i fyra grupper som sträcker sig längs med Vasavägen söderut. Radhusområdet Hersby Gärde kom att uppta den norra delen av planområdet, belägen i anslutning till Lidingös kyrkas nya kyrkogård. De tre områdena söder därom uppfördes ungefär samtidigt med tretton radhuslängor och sammanlagt 115 lägenheter efter ritningar av arkitekt Holger Blom. Även detta område är en av Lidingös värdefulla kulturmiljöer (se Radhusområdet Hersby Åker).

## Bebyggelsen

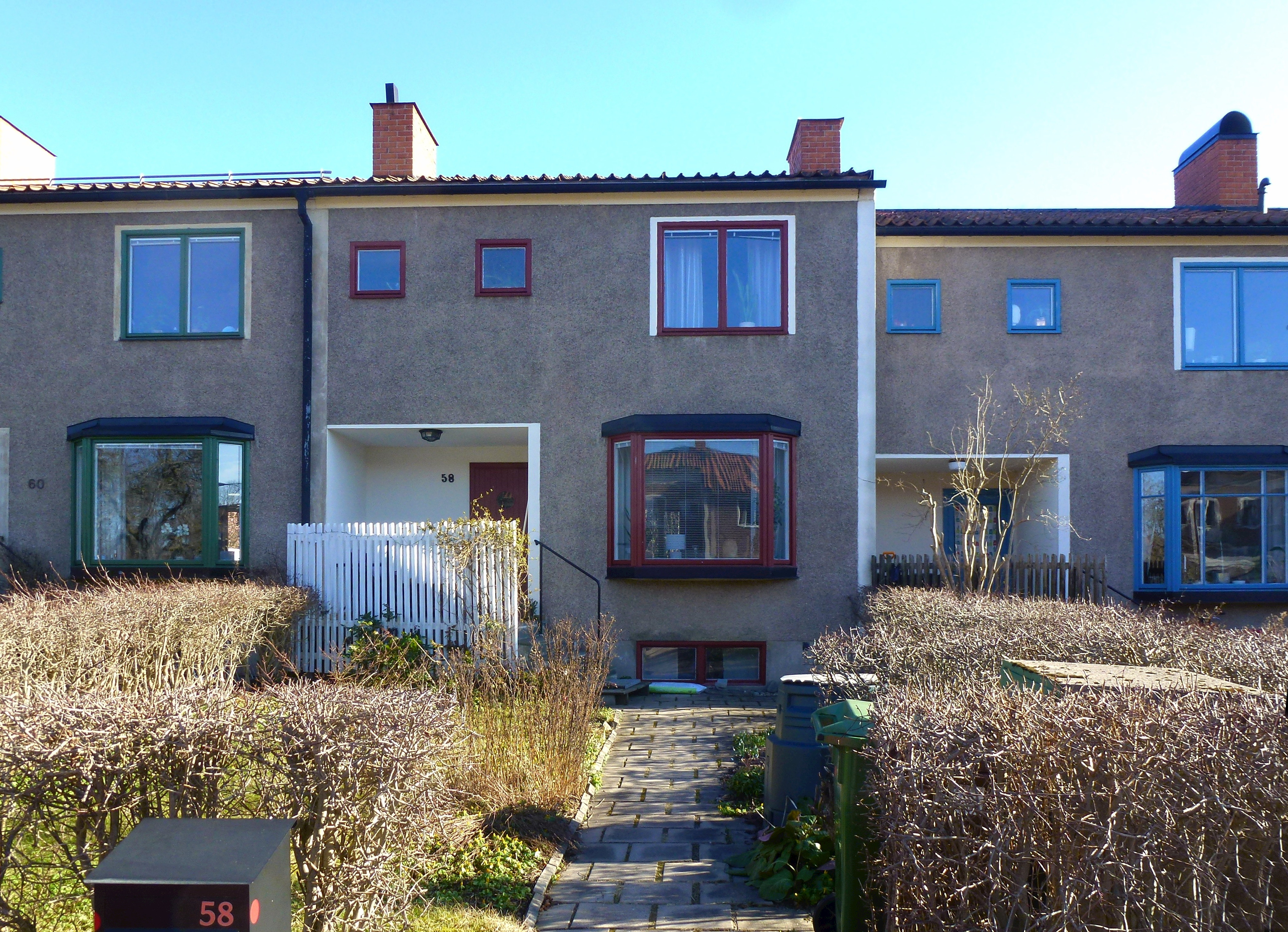
Entrésidan Kämpavägen 58.

Byggherre var Allmänna Byggnadsaktiebolaget ALBA som gav arkitektuppdraget till Ancker-Gate-Lindegren med arkitekt Stig Ancker i spetsen. Vid sin sida hade de landskapsarkitekt Walter Bauer som stod för trädgårdsgestaltningen och kom själv att bo i området. Byggmästare var civilingenjör Hilmer J. Danielsson.
Området delades i sju kvarter med namn som anknöt till Hersby gårds jordbruk, bland dem Ladugården, Sädesboden, Stataren, Torparen och Gårdssmedjan. Man planerade för unga barnfamiljer och hade bland annat rum för tre hembiträden och en maskinist som kunde bistå familjerna med olika tjänster. 
Totalt uppfördes 51 radhusenheter och en cirkelrund garagelänga. Varje radhus har två våningar och en mindre källare med tre förråd. På bottenvåningen anordnades vardagsrum, kök och matsal med dörr till trädgården och delbart med skjutdörr från vardagsrummet. På övre våningsplanet märks tre sovrum (ett med balkong) och ett litet badrum samt separat toalett. Varje radhusenhet fick individuell utformning bland annat genom fasadernas färgsättning som, enligt tidens svenska arkitekturideal, utgörs av milda jordfärger. Fasaderna utfördes spritputsade med släta fönsterinramningar och husknutar. Några längor har inbördes förskjutna radhusenheter och några har en tillbyggnad mot gatan. Till varje radhus hör en trädgårdsplätt och mitt i området planerade Walter Becker en gemensam grönanläggning.
Varje radhusenhet är en egen fastighet och uppläts med äganderätt. Området blev mycket uppmärksammat bland annat för det lyckade samarbete mellan Stig Ancker och Walter Bauer. Husen fick snabbt köpare och flera arkitekter valde att bosätta sig här med sina familjer, bland annat Walter Bauer och Svenska Slöjdföreningens ordförande, inredningsarkitekten Åke Huldt. Radhusområdet tillhör idag Lidingö stads kulturhistoriska miljöer och utgör en del av Lidingös kulturarv. Kommunens stadsbyggnadskontorets sammanfattning av byggnadernas särdrag lyder:
| ” | Tidstypisk arkitektur där radhuslängorna präglas av enkla putsade volymer med branta takfall. Fasadelement som fönster, dörrar och balkonger, som utförts med nätta mått och hög detaljeringsnivå, varierar i utformning men har placerats efter en strikt ordning på fasaderna. | „ |

### Bilder

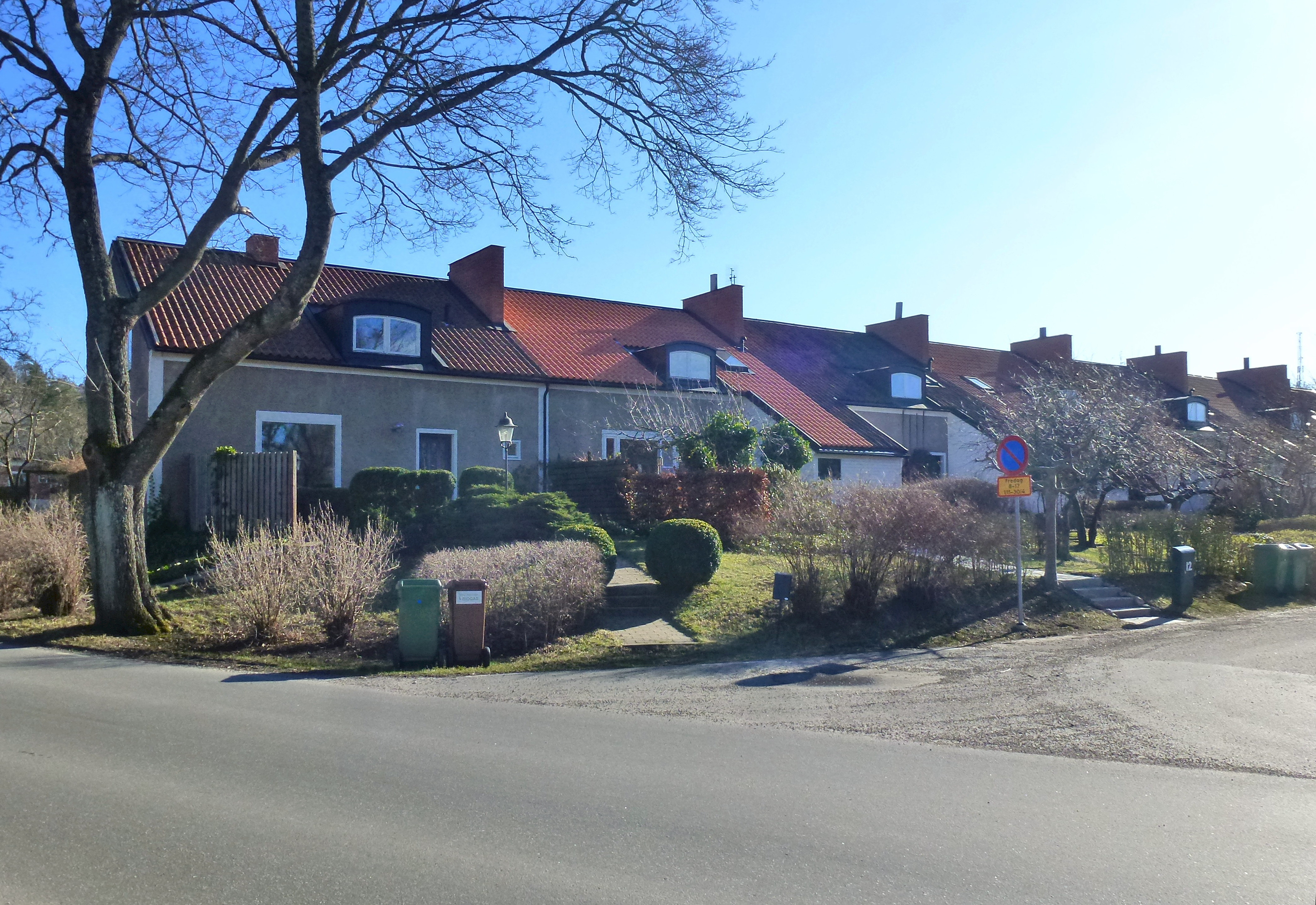
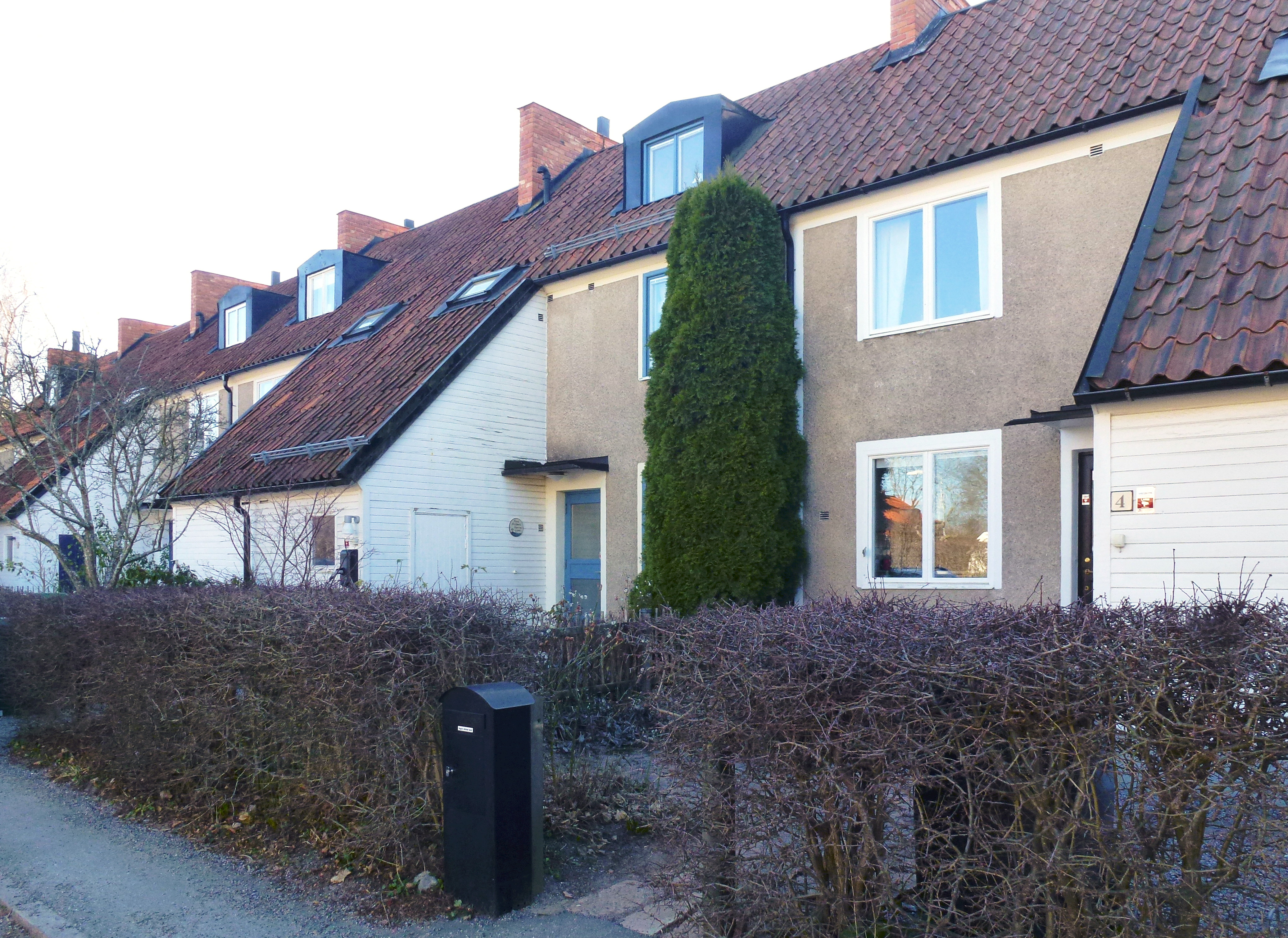
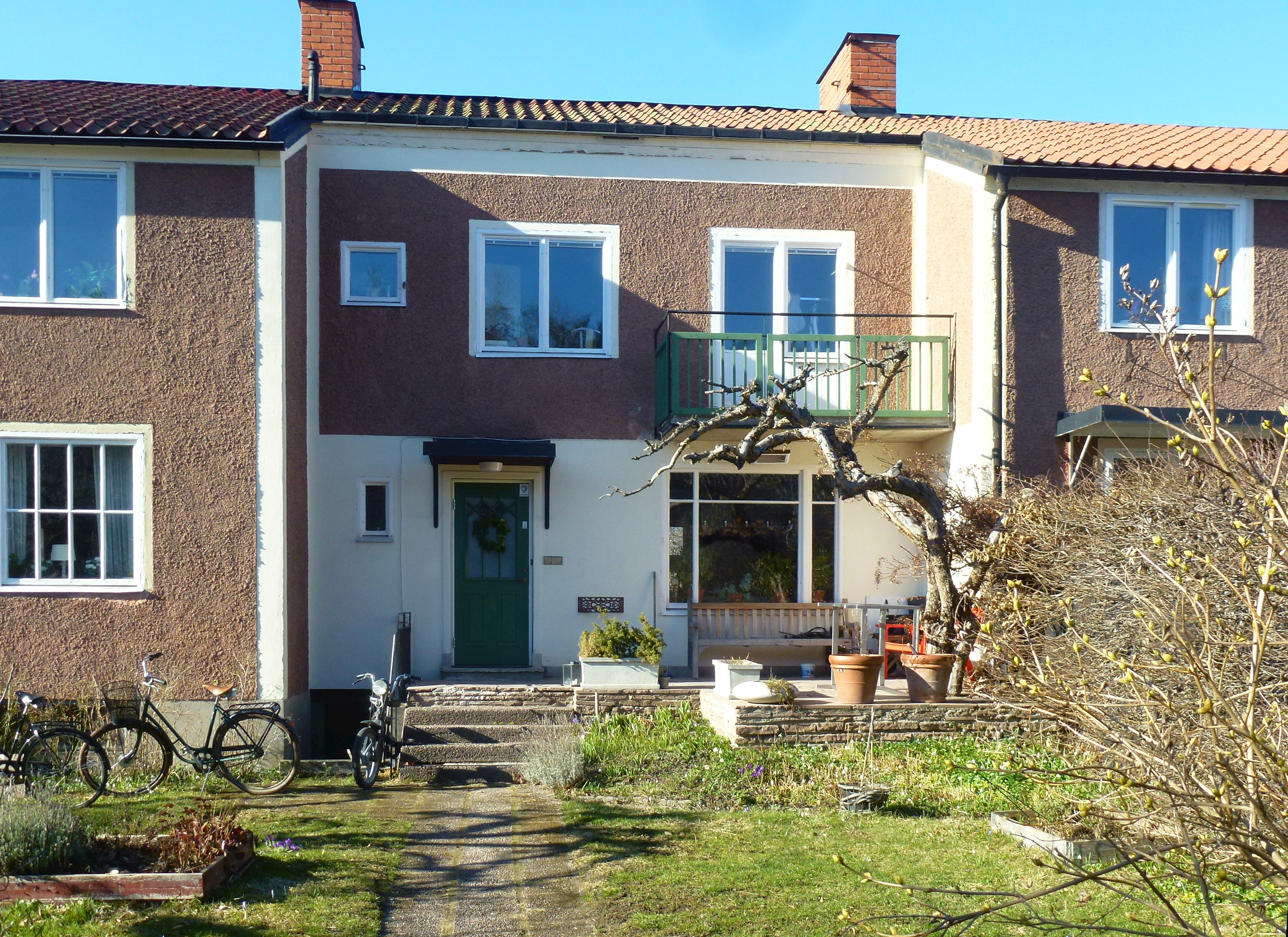
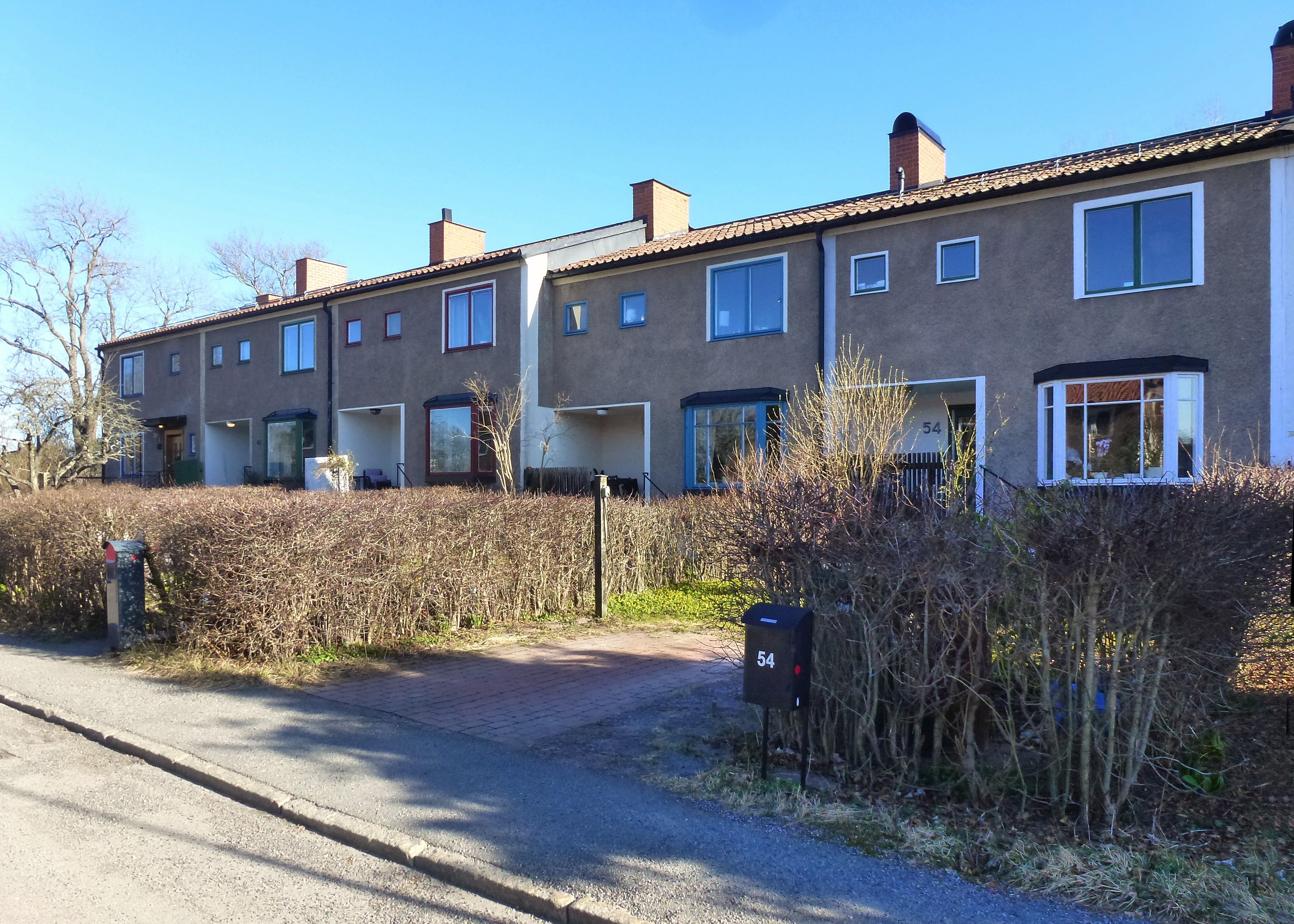